# Efimia Bandalac
Efimia Bandalac (n. 6 aprilie 1962) este o juristă din Republica Moldova, deputat în legislatura 2021-2025 a Parlamentului Republicii Moldova, reprezentantă a Partidului Acțiune și Solidaritate (PAS).

## Biografie
Bandalac a făcut studiile superioare la Facultatea de drept a Institutului Unional de Drept – în prezent Universitatea de Stat de Drept din Moscova⁠(d).
Și-a început cariera profesională în 1980 ca secretar de ședință la Judecătoria raională Okteabriski din Petropavlovsk-Kamceatski, Rusia. În 1987, a devenit membră a Colegiului avocaților din regiunea Kamceatka, urmând ca peste doi ani să se întoarcă în Republica Moldova, unde s-a angajat în calitate de juristă la filiala din Briceni a Băncii de Economii din Moldova. Ulterior, a lucrat ca avocată.

### Activitate politică
În 2011 a devenit președintă a raionului Briceni, funcție deținută până în 2015. Ulterior a fost vicepreședinta aceluiași raion (pe probleme sociale), până în 2017.
În 2020 s-a înscris în PAS și a devenit președinta organizației teritoriale a formațiunii la Briceni.
A candidat cu numărul 57 pe lista Partidului Acțiune și Solidaritate la alegerile parlamentare din 2021 și a acces în parlament.